# 大鳌镇

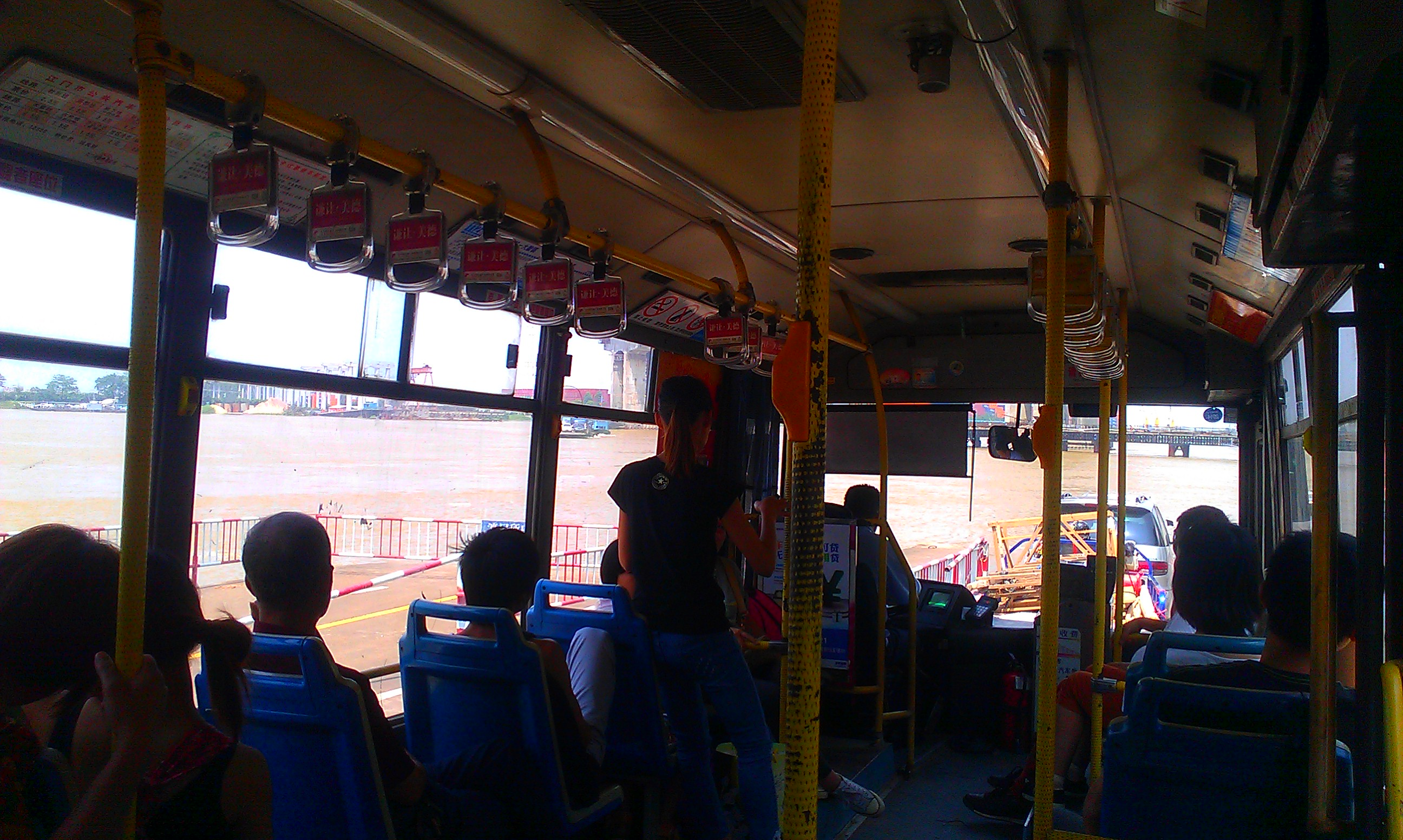
江門巴士112往大鰲方向，等待上汽車輪渡

大鳌镇是廣東省江門市新會區下轄的一個鎮，總面積52平方公里，人口3.2萬。

## 地理
大鳌镇位於新会东部，四面环水，是西江下游一个江心岛。东隔西江和中山市横栏镇、板芙鎮和大涌鎮相望，南隔西江和斗门区莲洲镇相望，西隔西江与江海区外海街道和睦洲镇相望。

## 歷史
大鳌之地古为浅海，明初逐渐成陆地，到了明末，因地形状似“鳌鱼”，故名“大鳌”。清朝時，大鳌岛西部屬潮居都管辖，东部由香山县管辖。1931年至1951年分属新会县第八区和中山县，1951年10月从第八区分出属第九区。1955年改属睦洲区，1958年10月属睦洲公社管辖，1961年大鳌岛从睦洲公社分出成立大鳌公社，1964年5月，中山管辖的大鳌岛东部回归新会。自此，大鳌全岛复归新会管辖。1984年改为大鳌区，1987年改为镇至今。

## 行政區劃
大鳌镇下辖以下村级行政区划单位
大鳌社区、新一村、百顷村、南沙村、深滘村、新地村、十围村、大鳌尾村、沙头村、东升村、东风村、东卫村、安生村、大八顷村、三十六顷村、大鳌村和新联村。
- 有中集工業園及職工宿舍

## 交通

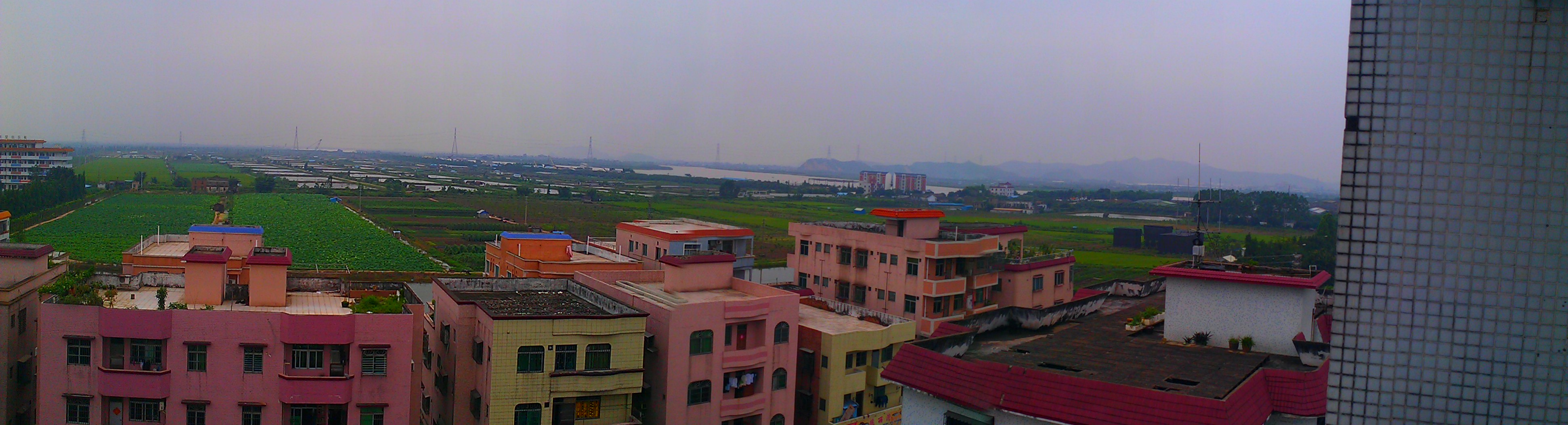
江門市大鰲鎮Panorama照片

大鰲鎮四面環水，位于潭江中央，曾经是新会乃至珠三角地区唯一没有通桥而靠渡船过江的镇。2015年1月23日，横跨睦洲和大鳌的大鳌特大桥正式建成，大鳌结束了没有桥梁渡江的历史。

### 主要公路
- 新中公路（533縣道）

### 公共交通
巴士
- 112 大鰲車站↔江門汽車總站
- k215 大鰲車站↔新會汽車總站
- 215 大鰲東風 <->新會汽車總站
- 大鰲1路 大鰲東風<->大鰲車站
- 大鰲2路 大鳌車站<—（循環線）
- 大鰲3路 大鰲渡口<->大鰲鎮政府
- 大鰲4路 六沙渡口<->大鰲渡口
- 大鰲5路 大鰲車站<->大鳌渡口
- 江703路（中203路） 橫欄六沙<->大鰲渡口（18：00後會縮短到大鰲車站）

## 外部連結
- 影片︰廣東江門新會睦洲鎮→大鰲鎮（汽車輪渡）Vehicular Ferry Pier in Guangdong
- 大鳌特大桥正式通车 数百年孤岛成历史 （页面存档备份，存于）